# VY Возничего
VY Возничего (лат. VY Aurigae) — одиночная переменная звезда в созвездии Возничего на расстоянии (вычисленном из значения параллакса) приблизительно 2837 световых лет (около 870 парсеков) от Солнца. Видимая звёздная величина звезды — от +15,3m до +9,3m.

## Характеристики
VY Возничего — красная пульсирующая переменная звезда, мирида (M) спектрального класса M8e. Эффективная температура — около 3288 К.